# Крест Сант-Жорди
Крест Сант-Жорди, также премия Креста Сант-Жорди (каталан. Premi Creu de Sant Jordi) — одна из высших наград женералитета Каталонии, учреждённая его декретом 457/1981 от 18 декабря 1981 года.

## Общие сведения
Премией Креста Сант-Жорди награждаются физические и юридические лица, внесшие большой вклад в развитие каталанского языка и каталонской культуры. Награда носит имя св. Георгия, патрона и защитника Каталонии. По своему значению, крест Сант-Жорди в Каталонии является второй после Золотой медали правительства Каталонии наградой.
Премия вручается ежегодно президентом правительства Каталонии, в здании Национального музея искусств Каталонии. Автором дизайна креста Сант-Жорди является ювелир Жоаким Капдевила.

## Дополнения
- Список награждённых крестом Сант-Жорди